# Popowe Wierchy
Popowe Wierchy – szczyt (grzbiet) górski o wysokości 684 m n.p.m. we wschodniej części Pasma Magurskiego w Beskidzie Niskim. Szczyt położony jest pomiędzy dolinami rzeki Zdynii wraz z potokiem Roztoka (od południa i południowego wschodu) oraz potoku Gładyszówka (od północy). Wierzchołek Popowych Wierchów jest zalesiony, przez co nie ma walorów widokowych.

## Szlaki turystyczne
- Wołowiec – Popowe Wierchy – Zdynia (Ług) – Rotunda – Regietów (Główny Szlak Beskidzki)